# Vyšná Voľa
Vyšná Voľa és un poble i municipi d'Eslovàquia. Es troba a la regió de Prešov, al nord del país.

## Història
La primera referència escrita de la vila data del 1310.

## Demografia
| Godina             | 1994 | 2004   | 2014   | 2024   |
| ------------------ | ---- | ------ | ------ | ------ |
| Nombre de persones | 386  | 397    | 398    | 402    |
| Diferència         |      | +2,84% | +0,25% | +1,00% |

| Godina             | 2023 | 2024  |
| ------------------ | ---- | ----- |
| Nombre de persones | 400  | 402   |
| Diferència         |      | +0,5% |